# 3 Ninjas Kick Back (película)
3 Ninjas Kick Back (conocida en Hispanoamérica como 3 Ninjas al rescate), es una película de artes marciales y comedia del año 1994, secuela de 3 Ninjas (1992). A pesar de haber sido estrenada un año antes que su sucesora 3 Ninjas Knuckle Up (1995), en realidad se rodó un año más tarde y fue estrenada un año antes que Knuckle Up debido a problemas legales. El apellido de Mori en esta película cambia de Tanaka a Shintarō. Actualmente es la única película de la franquicia con una adaptación a videojuego.

## Argumento
Los hermanos Rocky (Sean Fox), Colt (Max Elliott Slade) y Tum-Tum (J. Evan Bonifant) planean con ansias viajar de vacaciones a Japón con su abuelo, Mori Shintarō (Victor Wong). Mori desea llevar a sus nietos a un torneo de artes marciales que él mismo ganó cincuenta años atrás, explicando que su intención es devolver una antigua daga que recibió como premio en el torneo, de modo que esta pueda ser entregada al nuevo campeón. Morí ganó dicha daga derrotando a un muchacho llamado Koga (Sab Shimono). En Japón, una valiosa espada desaparece de un museo cuando Koga, vestido como un ninja la roba y escapa a través de la ventana. Mientras tanto, en la cabaña de Mori, un trío de rufianes dirigidos por el sobrino de Koga, Glam (Dustin Nguyen), tratan de entrar en la casa para robar la daga. Sin embargo, los chicos se las arreglan para expulsarlos tomándolos como ladrones ordinarios.
Al día siguiente, en un partido de béisbol, el mal genio de Colt provoca que este se meta en una pelea con el equipo contrario, mientras que Rocky está demasiado distraído por una chica llamada Lisa di Marino para lanzar correctamente. A su vez, Tum-Tum tiene una obsesión con la comida lo que provoca retrasos constantes en el juego. Los dos equipos contrarios terminan enfrentándose en una pelea masiva que obliga al árbitro a retrasar el juego para la próxima semana, poniendo un obstáculo en los planes de Mori para llevar a los niños a Japón. Tum-Tum parece ser el único interesado en viajar a Japón después de los altercados en el juego, e incluso entonces solamente espera ir para poder ver a los luchadores de sumo, debido a la cantidad de alimentos que pueden consumir todos los días. Cuando la familia lo lleva al aeropuerto, sin embargo, Sam toma por error la maleta de Tum-Tum y no la de Mori. Más tarde, Tum-Tum descubre que las bolsas se mezclaron y hacen arreglos sin conocimiento de sus padres para viajar a Japón con una llamada grabada de Mori. Después de visitar a su abuelo en el hospital, van hacía el torneo de artes marciales, donde Colt se disfraza como un competidor y es vencido por una chica llamada Miyo (Caroline Junko King), que tiene una pasión por el béisbol, pero es terrible jugando. Ellos hacen un trato con Miyo en donde ella les enseña artes marciales, mientras que ellos le enseñen a jugar béisbol  lo que resulta beneficioso para todos, y Rocky pronto desarrolla sentimientos hacia ella. Mientras tanto, Mori es secuestrado por el asistente de Koga.
El Gran Maestro llega a la casa de Miyo, pero a diferencia de la última vez, habla inglés a pesar de que antes no podía hablar  y lleva zapatos, lo que despierta las sospechas de Tum-tum. Miyo descubre el engaño y los alerta y todos ellos luchan contra los hombres de Koga antes de que ellos también sean capturados. Con la espada y la daga en la mano, Koga utiliza a los niños como palanca para hacer que Mori le diga donde está oculta la legendaria cueva de oro. Los niños después de escapar se reúnen con Mori antes de que Koga hubiera sido capaz de dispararles. Cuando llegan a la cueva, Rocky, a pesar de las advertencias de Colt, quita la daga de la pared y provoca un colapso en la cueva. Al escapar, Koga deja detrás las riquezas para salvar su propia vida y agradece a Mori, Miyo y a los chicos, que se dan cuenta de que todavía pueden hacer a tiempo para volver a Estados Unidos y jugar al campeonato de béisbol. En el juego, Rocky se las arregla para golpear la pelota casi fuera del campo pero un nuevo jugador la atrapa, cayéndose su sombrero, revelando a Miyo que se había unido al equipo. En la siguiente entrada, Rocky y Tum-Tum sea están en la base y Colt logra un Home Run para ganar el campeonato. Para hacer que parezca razonable, Colt permite al lanzador del equipo contrario elegir a uno de los tres para luchar y elige a Miyo, a pesar de que Tum-Tum les advirtió que "ella es sólo una niña" e intentan atacarla, pero ella les da una paliza al grupo.

## Reparto
- Victor Wong como Mori "Shintarō" Tanaka
- Max Elliott Slade como Jeffrey "Colt" Douglas
- Sean Fox como Samuel "Rocky" Douglas Jr.
- J. Evan Bonifant como Michael "Tum-Tum" Douglas
- Caroline Junko King como Miyo Shikigawa
- Alan McRae como Samuel Douglas Sr.
- Margarita Franco como Jessica Douglas
- Sab Shimono como Koga
- Dustin Nguyen como Glam
- Angelo Tiffe como Slam
- Jason Schombing como Vinnie
- Masashi "Killer Khan" Ozawa como Ishikawa
- Scott Caudill como Darren
- Shun'ichirō Yunoki como Gran maestro

## Recepción
La película tuvo una reacción en su mayoría negativa.

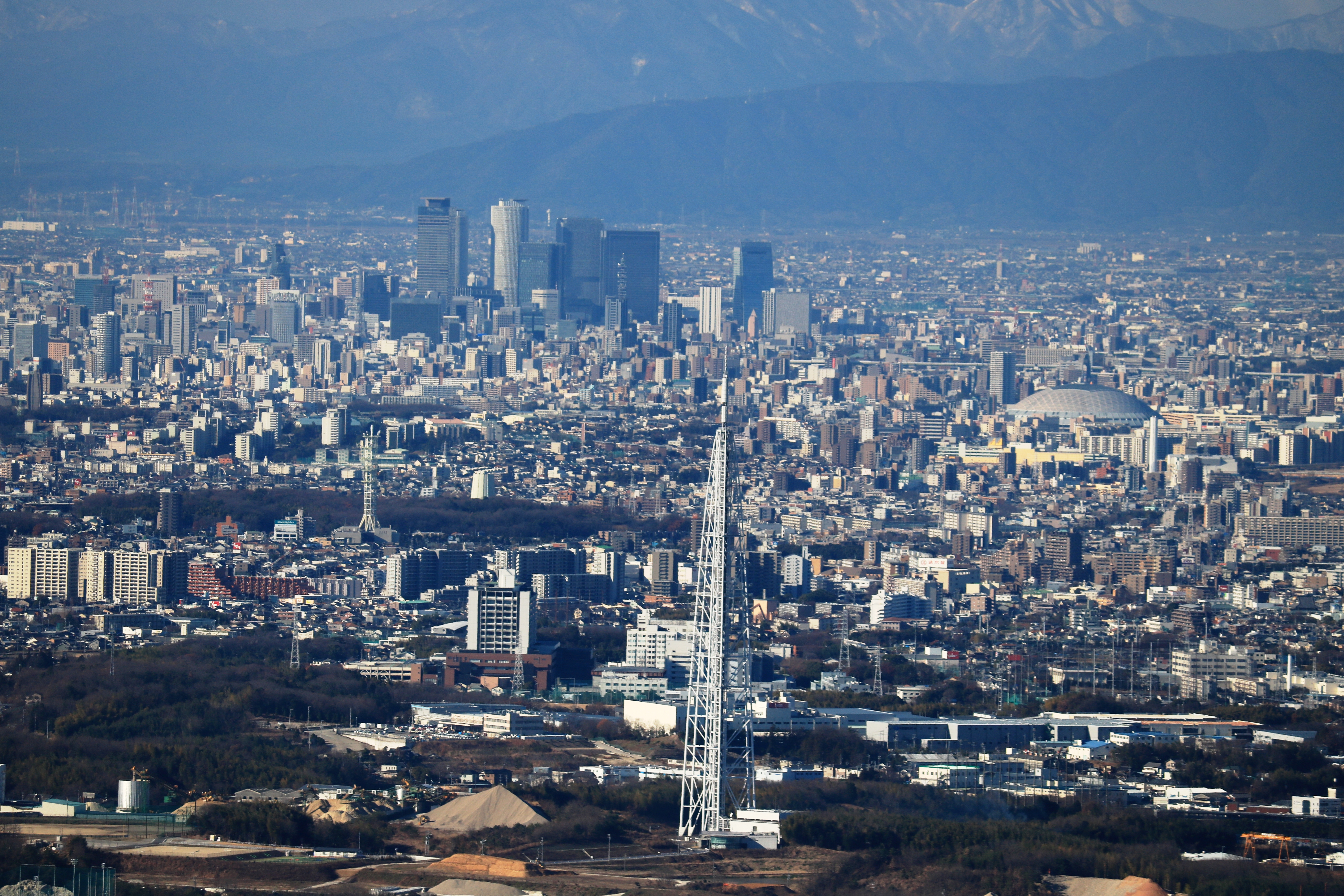
La película se filmó en Nagoya, Japón.